# Thierry Grosjean
Thierry Grosjean, né le 23 février 1956, est une personnalité politique suisse membre du Parti libéral-radical.

## Biographie
Thierry Grosjean, fils du conseiller d'État Carlos Grosjean et de Christiane de Montmollin, est né le 23 février 1956.
En 1988, il devient propriétaire du château d'Auvernier, succédant à la famille de Montmollin. Il y dirige le domaine viticole attenant.
Membre du Parti radical-démocratique, puis du Parti libéral-radical, il est successivement conseiller général à Colombier (1984-1989) et à Auvernier (1989-2006). Il est élu au Grand Conseil du canton de Neuchâtel en 2009. Une année plus tard, le 21 novembre 2010, il succède à Frédéric Hainard au Conseil d'État neuchâtelois à la suite de la démission de ce dernier et d'une élection partielle. Il obtient 52.7% des suffrages au second tour face à l'écologiste Patrick Erard. Il reprend alors le département de l'économie (DEC) dont le siège était laissé vacant par Frédéric Hainard, démissionnaire. 
Peu après son élection, il propose la construction d'un téléphérique pour relier le haut et le bas du canton de Neuchâtel, un projet qui ne concrétisera pas. Lors des élections cantonales du 19 mai 2013, il n'est pas réélu au Conseil d'État.
En juillet 2020, il est nommé président du conseil d'administration de Migros Neuchâtel-Fribourg.